# Bothriocera pellucida
Bothriocera pellucida är en insektsart som beskrevs av Fowler 1904. Bothriocera pellucida ingår i släktet Bothriocera och familjen kilstritar. Inga underarter finns listade i Catalogue of Life.